# Kevin (Rapper)
Kevin (* 19. April 1994 in Rotterdam; bürgerlich Kevin de Gier) ist ein niederländischer Rapper.

## Karriere
Kevin wurde 1994 in Rotterdam geboren. In seiner Kindheit wollte er Fußballspieler werden und spielte in den Jugendabteilungen von Excelsior Rotterdam. Mit 16 Jahren begann er den Fußball zugunsten seiner musikalischen Karriere aufzugeben. 2011 gab er sein musikalisches Debüt beim Label Rotterdam Airlines.
2016 veröffentlichte er seine Debütsingle Op De Block. Sein erstes Album Kleine versnelling erreichte im gleichen Jahr Platz drei der niederländischen Charts. Mit allen fünf folgenden Alben schaffte er es an die Chartspitze. Heute steht er beim Label La Foux unter Vertrag. Auf Social Media ist er unter seinem Pseudonym Slowflowanimal aktiv.

## Diskografie

### Alben
| Jahr | Titel              | Höchstplatzierung, Gesamtwochen, AuszeichnungChartplatzierungen (Jahr, Titel, Platzierungen, Wochen, Auszeichnungen, Anmerkungen) | Höchstplatzierung, Gesamtwochen, AuszeichnungChartplatzierungen (Jahr, Titel, Platzierungen, Wochen, Auszeichnungen, Anmerkungen) | Anmerkungen                                |
| Jahr | Titel              | NL | BEF | Anmerkungen                                |
| ---- | ------------------ | --- | --- | ------------------------------------------ |
| 2016 | Kleine versnelling | NL3 Gold · (27 Wo.)NL | — | Erstveröffentlichung: 9. Dezember 2016     |
| 2018 | Lente              | NL1 Platin · (99 Wo.)NL | BEF23 (25 Wo.)BEF | Erstveröffentlichung: 30. März 2018        |
| 2019 | Vrij               | NL1 Gold · (66 Wo.)NL | BEF19 (8 Wo.)BEF | Erstveröffentlichung: 3. Mai 2019          |
| 2020 | Animal Stories     | NL1 Platin · (126 Wo.)NL | BEF6 (20 Wo.)BEF | Erstveröffentlichung: 4. September 2020    |
| 2021 | Grote versnelling  | NL1 Platin · (50 Wo.)NL | BEF10 (11 Wo.)BEF | Erstveröffentlichung: 17. September 2021   |
| 2022 | Plenty Bars        | — | BEF175 (1 Wo.)BEF | Erstveröffentlichung: 15. Dezember 2022 EP |
| 2023 | Wonderland         | NL1 Platin · (72 Wo.)NL | BEF23 (15 Wo.)BEF | Erstveröffentlichung: 16. November 2023    |
| 2024 | Animalistisch      | NL2 (13 Wo.)NL | BEF89 (4 Wo.)BEF | Erstveröffentlichung: 13. Dezember 2024    |

### Singles
| Jahr | Titel Album                       | Höchstplatzierung, Gesamtwochen, AuszeichnungChartsChartplatzierungen (Jahr, Titel, Album, Platzierungen, Wochen, Auszeichnungen, Anmerkungen) | Anmerkungen                                                |
| Jahr | Titel Album                       | NL | Anmerkungen                                                |
| ---- | --------------------------------- | --- | ---------------------------------------------------------- |
| 2018 | Beetje moe Lente                  | NL15 ×2Doppelplatin · (9 Wo.)NL | Erstveröffentlichung: 23. März 2018 mit Lil Kleine & Chivv |
| 2020 | Als ik je niet zie Animal Stories | NL29 ×2Doppelplatin · (3 Wo.)NL | Erstveröffentlichung: 6. August 2020 feat. Yade Lauren     |
| 2020 | Ietsjes later Animal Stories      | NL31 Gold · (3 Wo.)NL | Erstveröffentlichung: 27. August 2020                      |
| 2021 | Adem je in –                      | NL15 Platin · (8 Wo.)NL | Erstveröffentlichung: 22. Juli 2021 mit S10 & Frenna       |
| 2023 | Trust Wonderland                  | NL19 Platin · (5 Wo.)NL | Erstveröffentlichung: 27. April 2023 feat. Yade Lauren     |
| 2023 | De leven Wonderland               | NL17 Gold · (9 Wo.)NL | Erstveröffentlichung: 2. November 2023 feat. S10           |

Weitere Singles
- 2016: Op De Block (feat. Emms)
- 2016: Nummer 1 (mit Hef, NL: Gold)
- 2017: Allemaal Voor Niks (feat. Hef & Vic9, NL: Gold)
- 2017: Abu Dhabi (mit Josylvio, Vic9 & Sevn Alias, NL: Gold)
- 2018: Tijdloos (NL: Gold)
- 2018: Niet Alleen (feat. Emms, NL: Gold)
- 2019: Kilometers (feat. Lijpe, NL: Gold)
- 2020: Gordelweg (NL: Platin)
- 2020: Langzaam (feat. Lijpe, NL: Gold)
- 2021: Fisherman (NL: Gold)
- 2021: Praat Met Mij (mit Idaly & Yade Lauren, NL: Gold)
- 2021: Samen (feat. Yade Lauren, NL: Platin)
- 2022: Airmax BW (NL: Gold)
- 2023: Kipstraat (mit JoeyAK, NL: Gold)

### Gastbeiträge
- 2018: Senorita (Young Ellens feat. Kevin & Josylvio BKO, NL: Platin)
- 2020: Hosselaar (Josylvio feat. Kevin & Sevn Alias, NL: Gold)

## Auszeichnungen für Musikverkäufe
| Goldene Schallplatte - Niederlande - 2017: für das Lied Double Up - 2017: für das Lied Ren Voor Ons - 2017: für das Lied Wazig - 2017: für das Lied Money Like We - 2018: für das Lied Sunshine - 2019: für das Lied Als Ik Naar Huis Ga - 2019: für das Lied De Wereld Is Van Jou - 2021: für das Lied 24 Uur - 2021: für das Lied Grote versnelling - 2023: für das Lied Bushokje - 2024: für das Lied Gold Chain | Platin-Schallplatte - Niederlande - 2017: für das Lied Waarom - 2022: für das Lied Ik Kom Je Halen |

Anmerkung: Auszeichnungen in Ländern aus den Charttabellen bzw. Chartboxen sind in ebendiesen zu finden.
| Land/RegionAuszeichnungen für Musikverkäufe (Land/Region, Auszeichnungen, Verkäufe, Quellen) | Gold       | Platin       | Verkäufe  | Quellen |
| -------------------------------------------------------------------------------------------- | ---------- | ------------ | --------- | ------- |
| Niederlande (NVPI)                                                                           | 27× Gold27 | 15× Platin15 | 1.800.000 | nvpi.nl |
| Insgesamt                                                                                    | 27× Gold27 | 15× Platin15 |           |         |